# Calan Gaeaf
Calan Gaeaf és com s'anomena a Gal·les el primer dia de l'hivern, que s'hi celebra l'1 de novembre. Semblantment al Calan Mai, la nit de la vigília (Nos Calan Gaeaf) és un Ysbrydnos, o "nit dels esperits", quan els esperits es fan més presents i l'endevinació esdevé possible; en aquesta nit hom evita les esglésies i els encreuaments de camins, perquè es diu que els esperits s'hi apleguen. El nom Calan deriva del llatí calendae, primer dia del mes, i de Gaeaf, hivern en gal·lès.

## Costums
- Coelcerth: Les famílies encenen una foguera i hi posen pedres amb els seus noms. La persona la pedra de la qual hagi desaparegut l'endemà, morirà abans de l'any.
- Yr Hwch Ddu Gwta: La llegenda conta que la vigília de Tots Sants un esperit anomenat "Yr Hwch Ddu Gwta" prenia la forma d'una truja negra escuada que voltava pels camps acompanyada per una dona sense cap.
- Eiddiorwg Dalen: Unes quantes fulles d'heura de terra (Glechoma hederacea) donen el poder de veure les bruixes. Si un noi vol tenir somnis profètics, hauria de tallar deu fulles d'heura, llençar-ne una i posar la resta sota el cap en dormir. Una noia havia de cercar una branca de roser (Rosa acicularis) que hagués crescut fins a fer un cercle, passar-hi per endins tres vegades, tallar-la en silenci, i posar-la sota el coixí en anar al llit.
- Teiliwr: En l'antic comtat de Morgannwg es creia que els sastres tenien vinculacions amb la bruixeria, i que podien encantar qui volguessin.